# ヨハネス・ロバーツ
ヨハネス・ロバーツ（Johannes Roberts、1976年5月24日 - ）は、イギリスの映画監督、脚本家、映画プロデューサー。『海底47m』とその続編『海底47m 古代マヤの死の迷宮』のほか、『ストレンジャーズ 地獄からの訪問者』、『バイオハザード: ウェルカム・トゥ・ラクーンシティ』などのホラー・スリラー映画を中心に監督している。

## 経歴
2001年、自身初の長編映画『Sanitarium』を監督。この作品は5,000ポンドの自己資金によって制作され、自身で製作・脚本・音楽・出演も兼任した。その後の5年ほどは主にDVD用の低予算ホラー映画を手掛け、トム・サヴィーニ主演の『ブラッド・フォレスト 〜吸血のエンジェル〜』や、世界初の携帯電話用ドラマシリーズ『When Evil Calls』などを監督した。
2010年、夜の高校を舞台にフードパーカー姿の殺人鬼の恐怖を描いたスラッシャー映画『F エフ』の監督・脚本を務める。わずか10万ポンドで製作されたこの作品は、スタジオカナルに購入され、イギリスで劇場公開された。
その後、2011年にNBCのテレビ映画となるモンスター・パニック作品『アルティメット・プレデター』を監督。2012年にはユニバーサル・ピクチャーズのSFスリラー映画『ストレージ24』の監督・脚本を務めた。
2016年、マンディ・ムーア主演の海洋パニック・スリラー映画『海底47m』の監督・脚本を務める。ほぼ全編が水中で撮影されたこの作品は、500万ドルの予算から約6,500万ドルを稼ぎ出し、2017年のインディペンデント映画で最高の興行収入を記録した。
2018年、不条理サスペンス・ホラー映画『ストレンジャーズ/戦慄の訪問者』（2008年）の続編『ストレンジャーズ 地獄からの訪問者』を監督。この作品は2018年の全米興行成績で『ブラックパンサー』『リンクル・イン・タイム』に次ぐ第3位となった。
2019年、『海底47m』の続編『海底47m 古代マヤの死の迷宮』の監督・脚本を務め、3年連続で全米トップ10に入るヒットとなり、4,600万ドルの興行収入を記録し、『海底47m』フランチャイズの興行収入は累計1億ドルを超えた。
2021年、映画『バイオハザード』シリーズのリブート作品『バイオハザード:ウェルカム・トゥ・ラクーン・シティ』の監督に就任。

## フィルモグラフィ

### 映画
| 年   | 作品名                                                                                  | 監督 | 製作 | 脚本 | 備考             |
| ---- | --------------------------------------------------------------------------------------- | ---- | ---- | ---- | ---------------- |
| 2001 | Sanitarium                                                                              | Yes  | Yes  | Yes  | 音楽・出演も兼任 |
| 2004 | Hellbreeder                                                                             | Yes  | Yes  | Yes  | 音楽も兼任       |
| 2004 | ゴーストキャッチャー Darkhunters                                                        | Yes  | Yes  | Yes  | 音楽も兼任       |
| 2005 | ブラッド・フォレスト 〜吸血のエンジェル〜 Forest of the Damned                          | Yes  | No   | Yes  |                  |
| 2010 | F エフ F                                                                                | Yes  | No   | Yes  |                  |
| 2012 | ストレージ24 Storage 24                                                                 | Yes  | No   | Yes  |                  |
| 2016 | アザー・サイド 死者の扉 The Other Side of the Door                                      | Yes  | No   | Yes  |                  |
| 2017 | 海底47m 47 Meters Down                                                                  | Yes  | No   | Yes  |                  |
| 2018 | ストレンジャーズ 地獄からの訪問者 The Strangers: Prey at Night                          | Yes  | No   | No   |                  |
| 2019 | 海底47m 古代マヤの死の迷宮 47 Meters Down: Uncaged                                      | Yes  | Yes  | Yes  | 兼製作総指揮     |
| 2021 | バイオハザード: ウェルカム・トゥ・ラクーンシティ Resident Evil: Welcome to Raccoon City | Yes  | No   | Yes  |                  |
| TBA  | The Pool                                                                                | No   | Yes  | Yes  |                  |
| TBA  | 47 Meters Down: The Wreck                                                               | No   | No   | Yes  | 共同脚本         |
| TBA  | Primate                                                                                 | Yes  | No   | Yes  | 共同脚本         |

### テレビドラマ
| 年   | 作品名                              | 監督 | 脚本 | 備考                                 |
| ---- | ----------------------------------- | ---- | ---- | ------------------------------------ |
| 2007 | When Evil Calls                     | Yes  | Yes  | エピソード『The Wish』、『Bad Trip』 |
| 2011 | アルティメット・プレデター Roadkill | Yes  | No   | テレビ映画                           |